# Wernher der Gartenaere
Wernher der Gartenaere nennt sich der bayerische oder österreichische Autor der in der Mitte des 13. Jahrhunderts entstandenen satirischen Verserzählung Meier Helmbrecht.
Über seine Lebensumstände ist nichts Näheres bekannt. Aufgrund des Beinamens wird vermutet, dass es sich um einen Klostergärtner, den Besitzer eines Gartens oder Grundstücks der bäuerlichen Mittelklasse oder am wahrscheinlichsten (als Nomen Agentis zum Verbum „garten“ = betteln) um einen fahrenden Sänger gehandelt haben könnte, der die eigenen Dichtungen vor einem literarischen Kreis zur Entlohnung vortrug.